# Falcon Northwest

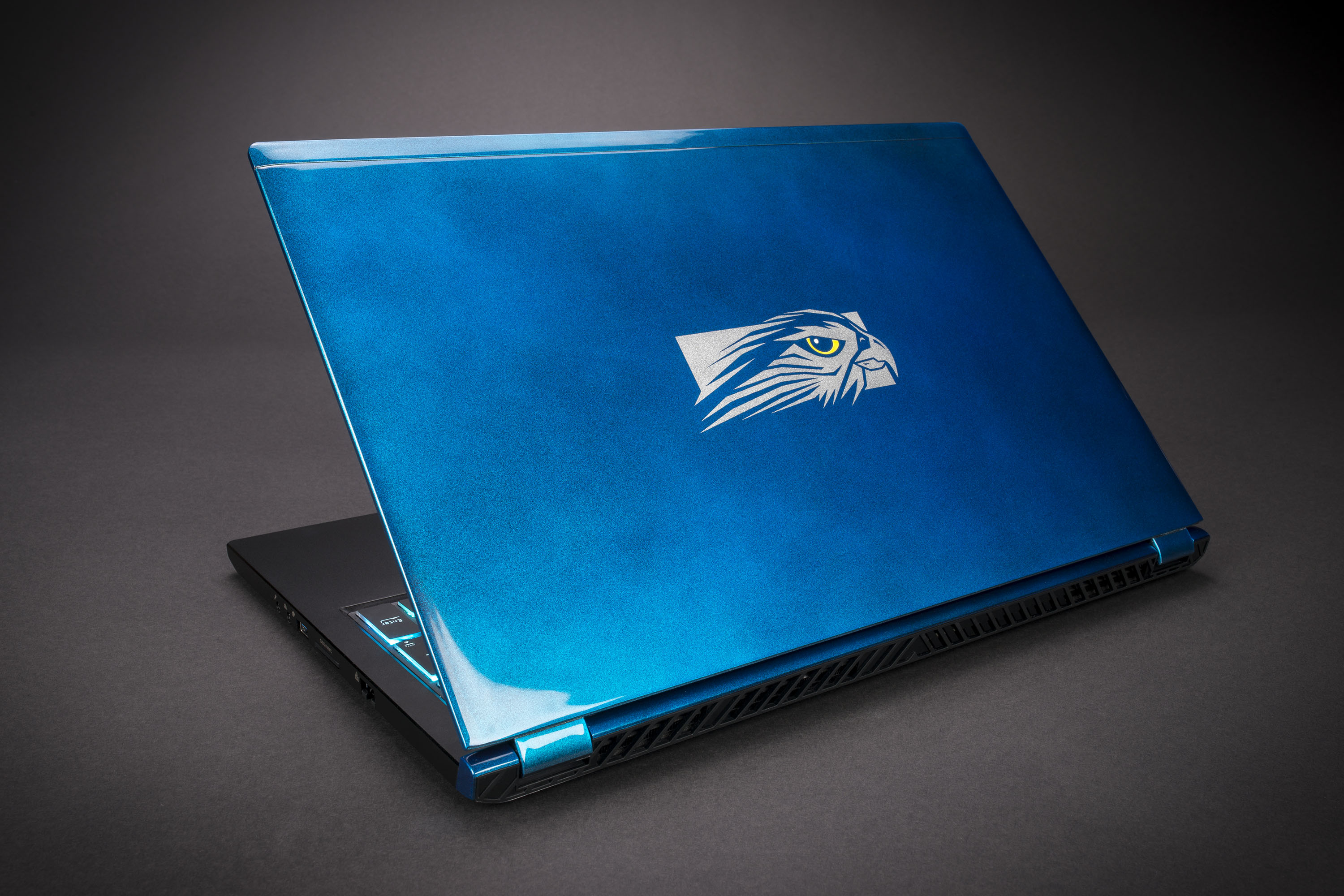
El ordenador Falcon Northwest TLX

Falcon Northwest es una compañía privada de fabricación de computadoras personales cuya sede se encuentra en Medford, Oregon (Estados Unidos) y que fue fundada en 1992 por su actual presidente, Kelt Reeves. La compañía se centra en la producción de las computadoras personales (y a la venta) más poderosas, tal como la Mach V (considerada por muchos como la mejor computadora de escritorio del mundo [cita requerida]).

## Operaciones
Falcon Northwest mantiene una instalación situada en Medford, Oregon. Sus operaciones están en su mayoría restringidas a los pedidos en línea y por teléfono, ya que la empresa no ha firmado acuerdos de distribución con los principales vendedores.
Falcon también proporciona pintura personalizada.
Falcon comenzó con la línea de la serie Mach V y lentamente la fue ampliado con el tiempo. Los modelos Mach V fueron construidos con componentes que Falcon Noroeste cree que ofrecen el máximo rendimiento en juegos para PC[cita requerida]. En 2000, la compañía añadió el Talon a un precio inferior que el Mach V línea. Más tarde, la empresa puso de manifiesto la línea de ordenadores portátiles Fragbook. Falcon también ofrece un pequeño factor de forma (SFF) llamado FragBox, una miniatura del sistema destinado a LAN parties.
Los anuncios de Falcon Northwest en los últimos años han consistido por lo general el arte de juego y sus personajes en torno a uno de sus sistemas. Sus anuncios han incluido juegos como Half-Life, Unreal, Alien vs Predator, y MechWarrior, entre muchos otros. Muchos de los anuncios de la compañía están disponibles para ver en su página web.
La empresa en ocasiones ha personalizado el hardware específicamente para sus máquinas. Un ejemplo fue el Falcón Northwest Edición Especial Maxi Gamer Xentor 32, la actualización de NVIDIA RIVA TNT2 Ultra tarjeta aceleradora 3D. No es simplemente overclockeado. La tarjeta especial de baja latencia de RAM los chips son colocadas a mano.
Una ventaja de estas compañías tipo boutique, como Falcon, es su uso de la marca, con PC con funciones completas, componentes de excelente calidad. Compañías como Dell y Gateway, que construyen las máquinas que se dirigen a los precios más bajos segmentos de mercado, por lo general, el uso genérico de las partes más bajas especificaciones de rendimiento. Un ejemplo de la gama baja personalizado OEM (fabricante de equipo original) es el hardware OEM Sound Blaster Live! construido para Dell, que se vendió como un Live! pero no la aceleración de hardware, a diferencia de la venta al por menor Live!. Entre otras partes son de carácter genérico sin nombre basada en software y módems de menor especificación de vídeo, como las tarjetas de NVIDIA RIVA TNT2 M64, que fue popular durante varios años con un gran equipo, pero sobre todo OEM sub-par para el juego 3D de la época. Estas piezas de bajo costo puede ser apropiado para el segmento de compradores sin demasiado presupuesto, pero aún puede ser controvertida para algunos compradores, por eso es que una de las desventajas que tienen estas compañías es el elevado costo que pueden llegar a tener sus equipos, algunos llegando o incluso superando los $10 000 dólares en las configuraciones más altas y además, otra desventaja es que debido a que son construidos bajo pedido, pueden tardar varios días y hasta algunas semanas en llegar.

## Productos

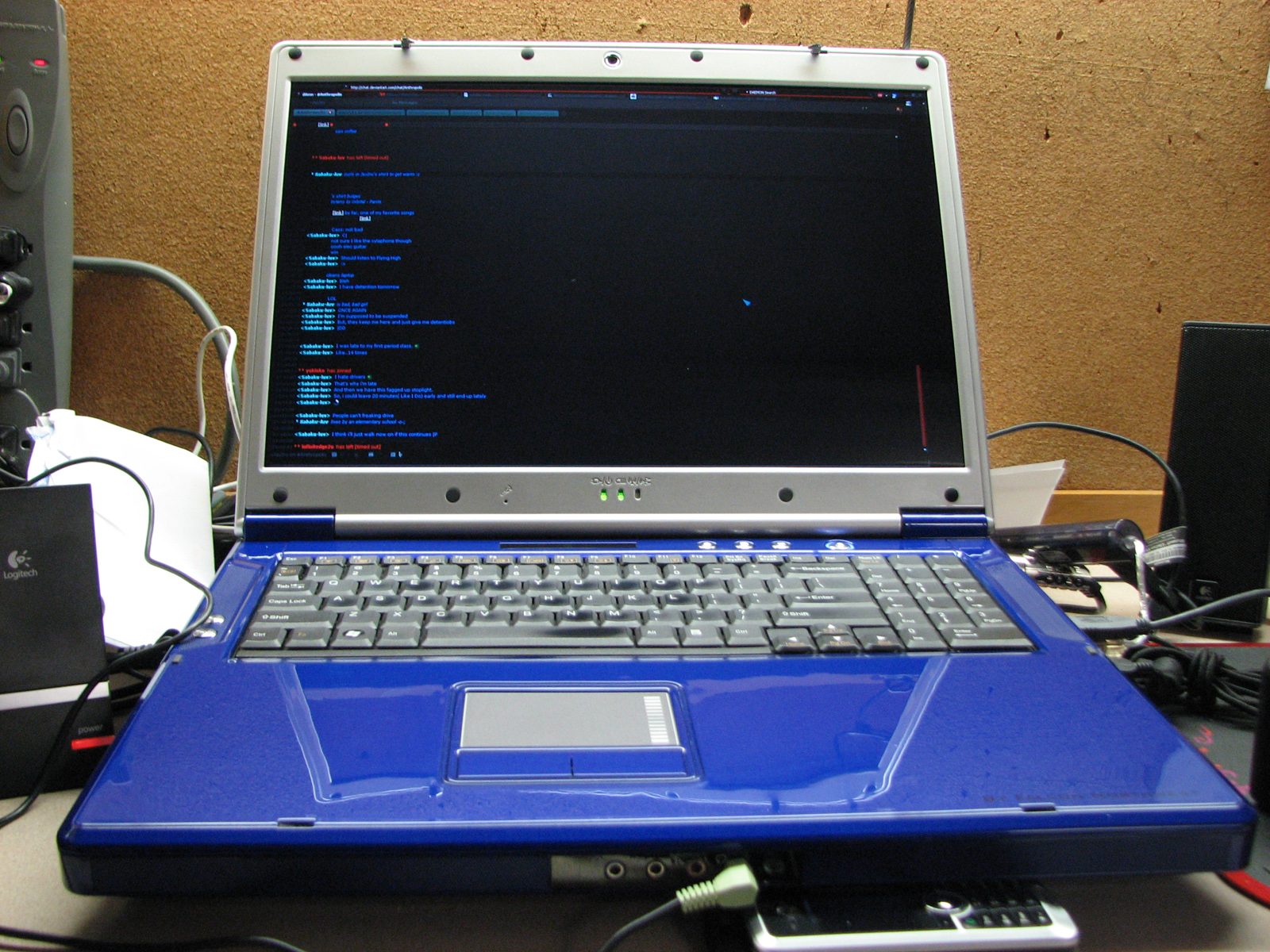
Laptop Falcon Northwest DRX del 2009.

Desde su página web, Falcon Northwest ofrece equipos extremadamente potentes que pueden ser personalizados a gusto del comprador, cambiando diferentes aspectos que van desde el componenrtes de rendimiento (procesador, RAM, tarjeta de video, etc.) hasta la pintura.

### Computadoras de escritorio
- Mach V: Una de las mejores computadoras en el mundo (en sus configuraciones más avanzadas), es la mejor computadora que ofrece la marca.
- Talon: Está entre la Mach V y la FragBox en potencia, diseñada para personas que quieran un enorme rendimiento, pero no tengan el presupuesto suficiente para la Mach V.
- FragBox: Del tamaño de una caja de zapatos, es un sistema muy poderoso alojado en un pequeño espacio.

### Fragbooks (Computadoras portátiles)
Llamadas por Falcon Northwest Fragbook en vez de computador portátil, laptop o notebook.
- DRX: Una laptop con pantalla de 17 pulgadas, la más potente de las portátiles de Falcon Northwest, diseñada para ser el reemplazo de las computadoras de escritorio tradicionales.
- TLX: Una laptop que trata de tener la mayor cantidad de poder en su interior, pero tratando de evitar un peso excesivo.
- I/O: Lanzada a mediados del 2009 es un portátil ultra liviano de 3 lbs, muy parecida a una netbook pero se diferencia por tener un rendimiento mucho mayor que la netbook.

## Competidores
Falcon Northwest tiene varios competidores tradicionales en la creación de PC de alto rendimiento:
- Alienware
- AVADirect
- Velocity Micro
- Vigor Gaming
- VoodooPC
- Kimera Corporation